# ヒルマン (自動車)

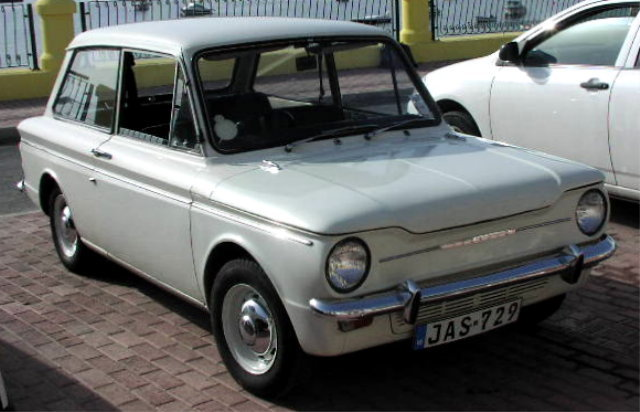
インプ

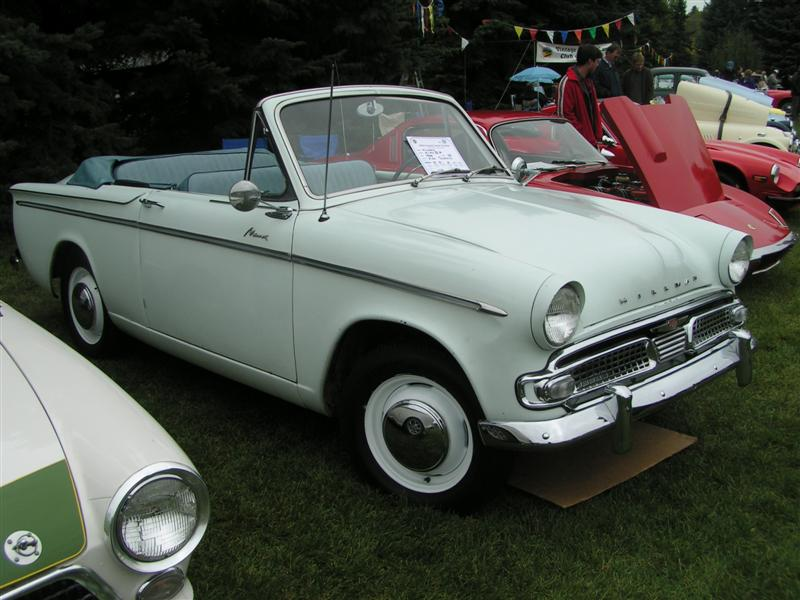
ミンクス コンバーティブル

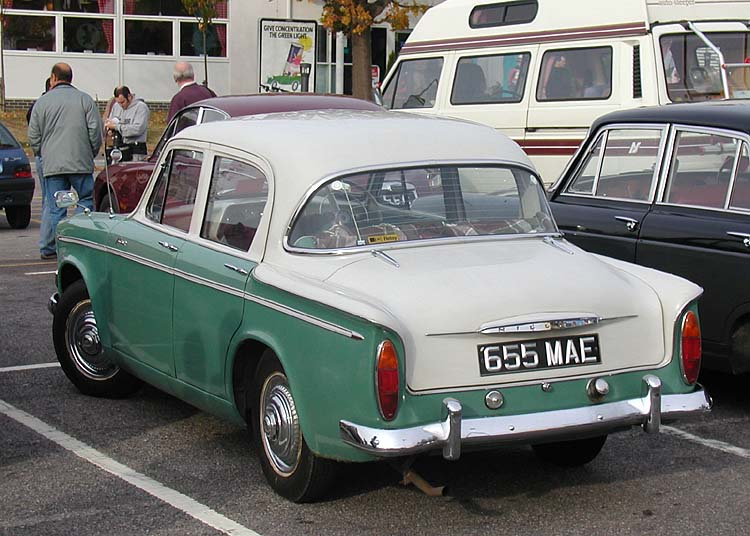
1961 ミンクス

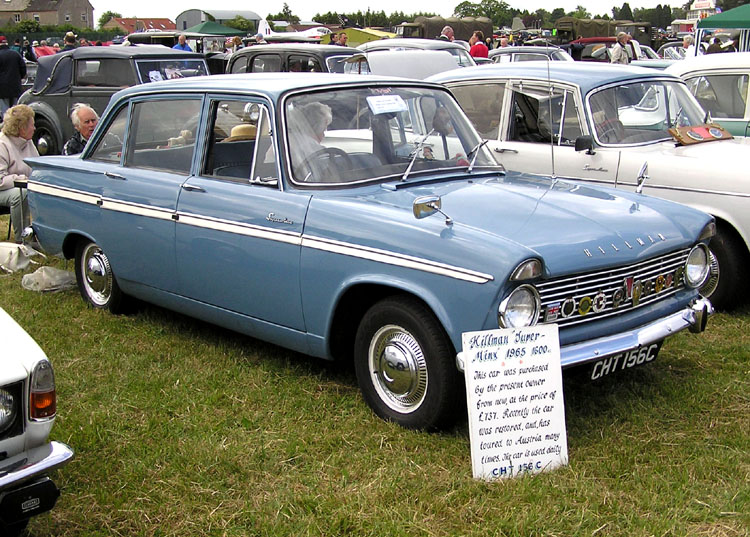
1965 ミンクス

ヒルマン（Hillman ）はイギリスの自動車メーカー、ブランド。
1907年から1931年まで活動、のちルーツ・グループ傘下で自動車ブランドとしてその名をつけて生産・販売され、クライスラー傘下の1976年に廃止された。

## 歴史

### 自転車製造時代
ウィリアム・ヒルマン（1847年 - 1921年2月4日）は技術者だった。自転車産業界の父と呼ばれるジェームズ・スターレーと、その甥で現代自転車の発明者といわれるジョン・ケンプ・スターレー（ローバーの始祖）と共に1870年、アリエルを創業し自転車製造を始める。1881年、ウォリックシャー州コヴェントリーで自身の自転車製造オート・マシナリー（Auto Machinery ）を設立。これが大成功を収め、ウィリアム・ヒルマンは次なる事業として自動車製造に乗り出すことを計画する。
なお、自転車会社名は以下のように変遷している。
- 1870年、ジェームズ・スターレーはウィリアム・ヒルマンとともに自転車製造会社アリエル自転車（Ariel Cycle ）を創業。
- 1881年、ヒルマン・アンド・ハーバート・サイクル・カンパニー（the Hillman and Herbert Cycle Co. ）
- プレミア・サイクル・カンパニー（the Premier Cycle Co ）
- コヴェントリー・プレミア（Coventry Premier ）

### ヒルマン・コータレン・モーター・カー・カンパニー・リミテッド（1907-1909年）
ウィリアム・ヒルマンは、コヴェントリーのストーク・アルダムーア（Stoke Aldermoor ）のアビンドン・ハウス（Abingdon House ）に移る。ハンバーで働いていたフランス・ブルターニュ出身のルイ・コータレン（Louis Coatalen ）を設計者兼主任技術者に据え、1907年に自動車会社 ヒルマン・コータレン・モーターカー（Hillman-Coatalen Motor Car Co. Ltd. ）を創立。工場は自宅の一角だった。
コータレンの最初の車はレース用車両で4気筒エンジンを搭載した24/25cvだった。これでマン島の自動車レースにコータレン自身の運転で参戦、レース途中にクラッシュしゴールできなかったものの、車は評判となった。
その後自転車、ミシン、ローラースケートを製造していたフッド通り9-11にあったオート・マシナリー・ワークスに自動車製造も移される。最初の乗用車は9.76リッター6気筒、6.4リッター4気筒を搭載した大型だった。
1908年9月24日、コータレンは王立自動車クラブ（RAC）主催のマン島 "Four-inch" レースに出場。ネイピア・ハットンに乗ったW・ワトソンが優勝し、コータレンが運転したヒルマン・コータレン車は9着とビリから2番目だった。
1908年には1930年まで変わることなく続いたヒルマン・ラジエターがデザインされた。
ルイ・コータレンは自身の持ち株を会社に売り1909年サンビームの主任技術者となる。彼はサンビームでも速度記録に挑んだ。また、サンビームでサンビーム・コータレンエンジンを作り、アストラ・トウレ飛行船にも使われた。この飛行船は海軍AT式2号飛行船として日本でも使用された。コータレンの移籍によりヒルマンはスポーツ・ブランドではなく、大衆ブランドへの道を歩むこととなる。

### ヒルマン・モーター・カー・カンパニー・リミテッド（1910-1967年）
1910年、社名をヒルマン・モーター・カー・カンパニー・リミテッド（Hillman Motor Car Co. Ltd ）とする。
A・J・ドーソンがコータレンの後任の技術者となった。ドーソンはヒルマンのシングル・モデル・ポリシーに従い、1913年、9hp 4気筒単一鋳造サイドバルブ1327ccエンジンのヒルマン・ナインを設計した。自動車が富豪の道楽から大衆の移動手段になりつつあったこの時期、ナインはかなりの数を販売し、ヒルマン社の経営は軌道に乗りつつあった。イギリス国内ではエンフィールド、シンガー、スタンダード・モーター・カンパニーが育ってきていたが、ヒルマンの販売は堅調だった。1914年には年450台程を生産していた。
この車は第一次世界大戦後には1600cc11hpと大きくなり1925年まで4000台程が生産された。
1918年、ドーソンがヒルマンを離れ、ジョン・ブラック（1895年 - 1965年）が跡を継ぐ。コータレン、ドーソンは技術者だったが、ジョン・ブラックは法学部出の営業である。
1919年、1496ccに排気量を小さくし1500cc以下のヴォワチュレット・クラスに参戦できるようにしたスポーツモデルが作られた。そのうちの一台は『英国のミスター・モーターレーシング』と呼ばれたレイモンド・メイズが購入し、1920年に参戦しブレシア・ブガッティに移籍するまで使用した。
1921年にウィリアム・ヒルマンが亡くなった後も、ヒルマン家が会社の経営権を握っていたが、会社の運営はジョン・ブラックとスペンサー・ウィルクスが行っていた。ブラックはこの年にデイジー・ヒルマンと結婚し、ヒルマンの娘婿となっている（ヒルマンを離れた1939年に離婚）。ウィルクスもヒルマンの娘婿となった。
会社の方針を変え再び上級市場に狙いを定め、1925年、14hp（フォーティーン）を出す。14hpは大ヒットとなり、1928年まではこのモデルのみが生産された。4気筒1,954ccの保守的な車でオースチンの12（トゥェルブ）やハンバー14/40などが競合だった。14hpは1930年まで作られ5年間で11,000台程販売された。1928年になると14hpに加え初めてOHVを採用した2.6L直列8気筒エンジンをフォーティーンのシャーシを延長して搭載、58bhpで70mphを出した。このエンジンはルーツ買収後、ハンバー製シャーシに搭載されヴォルティック（Vortic ）となる。さらに後には美しいコーチワークのボディを乗せて1929年ヒルマン・ウィザード （Hillman Wizard 、エンジンは2.1/2.8L）となる。この直8は2,795台製造されている。
1927年には、すでに国内の独占販売権をケント州メイドストーンのルーツ兄弟に与えていた。

### ハンバー傘下（1928-1931年）
1928年、ヒルマンはハンバーに買収され、ジョン・ブラックはハンバーおよびハンバー傘下のコマーの役員となる。1929年にはブラックがヒルマンを去ってスタンダードに新天地を求め、ウィルクスも同様にヒルマンを離れローバーに移った。

### ルーツ・グループ傘下（1931-1967年）
1931年、親会社のハンバーがルーツに買収された。ルーツのブランドはこの時点でハンバーとヒルマンのみで、ハンバーは高級車を、ヒルマンは小型車を取り扱うブランドとされた。
1931年10月に発表されたヒルマン・ミンクスは159ポンドで販売され、大戦間で最も売れた車になった。ミンクスは絶えず改良され、戦争前の最終モデルではシャーシとボディが一体構造となるユニタリー・コンストラクションとなり、初期のモノコックボディとなった。ミンクスは15万2,000台が生産された。
エアロ・ミンクス（Aero Minx ）というクーペモデルが1933年から1935年に生産された。
1939年、サイドバルブを復活させ2.1L（のち2.6L）6気筒エンジンとして1931年のウィザードに搭載、翌年1932年には1185cc4気筒のヒルマン・ミンクスに搭載した。ミンクスはボディスタイルが幾度か変えられ第二次世界大戦終了時まで生産された。ウィザードは1934年20/70に代わり、これは1936年まで続き、サイドバルブ直列6気筒2576cc（のち3181cc）搭載のホークに引き継がれる。ホークはのち、ボディが変更されハンバー・ブランドで販売される。
ミンクスの信頼性が買われ、戦時中は軍部から軍用スタッフカーとして依頼を受け戦争終了時まで生産を続けた。この点で戦後の乗用車生産再開時に資材不足に悩んだ他社に比べ、ルーツは即時再開が可能だった。

### 戦後
1946年、ルーツが本拠地としていたもともとタルボットの本拠地ライトン・オン・ダンズモア（Ryton-on-Dunsmore ）に移動。
戦後当初は、ミンクスが戦前と同じ1,185ccエンジンで再生産された。以後改良のたびフェーズナンバーが振られた。1948年のマークIIIでボディスタイルを改める。1954年のマークVIII（フェーズVIII）ではOHVとなった。デラックス版のモデルは『Gay』モデルと呼ばれ、広告では「Gayでいこう、ヒルマンでいこう。」（Go gay, go Hillman ）と使われた。同じ1954年にはさらに小型車としてヒルマン・ハスキー（Hillman Husky ）が作られた。これはバンタイプのボディで1954年製だったがサイドバルブエンジンが使われた。ハスキーのフロアパンはのちサンビーム・アルパイン（Sunbeam Alpine ）でも使われた。ミンクスは1956年に新型へモデルチェンジする。シャーシ改良はオートマチック・トランスミッションが1958年からオプションで追加、標準装備でスパイラル・ベベル・リア・アクスルが1961年に、フロント・ディスク・ブレーキが1964年に追加された。
1957年、ミンクスのプラットフォームにシンガー・エンジンを載せたシンガー・ガゼルが登場。1959年からはヒルマン・エンジンとなる。1959年に1.5L、1962年には1,592cc、1966年には1,725ccを搭載。1961年には、ミンクスのボディを拡大し、1.6Lのエンジンを載せたヒルマン・スーパーミンクスが登場、1967年まで販売された。
ミンクスは、ルーツ自動車と提携した日本のいすゞ自動車がノックダウン生産を行い、日本でいすゞ・ヒルマンミンクスとして販売した。1953年にMk VIのCKD生産から始め、1956年には英国同様新型にモデルチェンジ。のち完全に国産化し、1964年まで生産した。
ニュージーランドでは、ミンクスがハンバー名で1949年から1967年まで販売された。1955年からは、サイドバルブエンジン車がハンバー10、OHVモデルがハンバー80、そしてスーパーミンクスがハンバー90となった。

#### ヒルマン・インプ
ルーツ・グループ・ヒルマン部門となっても、1913年以来のヒルマン車ワンモデルポリシーが維持されていた。しかしBMCのミニが人気を博しはじめたなか、ルーツ・グループとしてもこれに対抗する小型車が必要とされ、1963年にヒルマン・インプが登場。前輪駆動のミニとは対照的に、リアエンジンによる後輪駆動レイアウト（RR）を採用したのが特徴で、オールアルミニウム製のSOHCエンジンやフルシンクロトランスミッションなどで先進性をアピールしたが、その一方で仕上げの悪さや故障の多発による信頼性の低さも露呈した。ミニが累計530万台以上を生産するヒット作となった一方で、インプは約44万台が生産されたにすぎなかった。

#### ヒルマン・ハンター
スーパー・ミンクスの後継として1966年に新型のヒルマン・ハンター（Hillman Hunter ）が登場。1967年に登場した、より小型のエンジンを乗せたモデルにはミンクスの名前が使われた。これらの車は工場ではアローというコードネームで呼ばれていたのだが、公式にアローが車名となることは一度もなかった。
ハンターはこれというところがないギャップを埋めるためだけの車で、1725ccの旧式ヒルマンエンジンに新しい顔を乗せたものだった。フロント・サスペンションはマクファーソン・ストラットに変更されていたがライブ・リアアクスルは継続した。ハンターは1977年からはクライスラーのバッジをつけて1979年まで生産された。1,496ccの小型エンジン仕様はニュー・ミンクスという車名で1967年から1970年まで生産された。
ヒルマン・ハンター/ルーツ・アローは、1967年からイランのイラン・ナショナル（現：イラン・ホドロ（Iran Khodro））で『ペイカン』（Peykan ）の車名でCKD（コンプリートノックダウン）生産された。これはイラン革命後の1980年代も徐々に国産化されながら、2005年まで継続生産された。

### クライスラーUK（1967-1976年）
ヒルマンブランドを含むルーツ・グループは1967年までにクライスラーに買収され、同社の欧州部門「クライスラー・ヨーロッパ」のもと、1970年からクライスラーUKとして操業を開始した。クライスラー傘下での最初のヒルマン車は1970年のヒルマン・アベンジャーで、ヒルマンブランド最後の車種ともなった。また、同年限りでリンウッド工場は閉鎖され、イギリスでの工場はライトン・オン・ダンズモアのみとなった。
その後、ヒルマンブランドは1976年までにクライスラーに置き換えられ、消滅した。

### その後の動向
1979年にクライスラー・ヨーロッパを買収したPSA・プジョーシトロエンは、ブランドをクライスラーからタルボに変更。この時点でハンターの生産が終了し、アベンジャーはタルボブランドで1981年末まで販売された。
ヒルマンから受け継がれたライトン工場は操業を続け、アベンジャーの後継となるホライゾンや、プジョー車を生産した。
2006年4月、PSAは翌2007年半ば以降にライトン工場を閉鎖すると発表。閉鎖は段階的に行われたが、退職希望者が増えたことなどにより予定が前倒しされ、2006年12月に生産を終了、翌2007年1月に閉鎖された。
ヒルマンのブランド商標権は現在もPSAが所有している。

## モデル・リスト
- ヒルマン40hp - 1907-1911年
- ヒルマン25hp - 1909-1913年
- ヒルマン12/15 - 1909-1913年
- ヒルマン9hp - 1913-1915年
- ヒルマン10hp - 1910年
- ヒルマン13/25 - 1914年
- ヒルマン11 - 1915-1926年
- ヒルマン10hpスーパースポーツ - 1920-1922年
- ヒルマン14 - 1925-1930年
- ヒルマン20 - 1928-1931年
- ヒルマンヴォルティック - 1931-1932年
- ヒルマン・ウィザード65/75 - 1931-1933年
- ヒルマン・ミンクス - 1932-1966年
- ヒルマン・スーパーミンクス - 1961-1965年
- ヒルマン16/20 - 1934-1936年
- ヒルマン・ホーク - 1936-1937年
- ヒルマン80 - 1936-1938年
- ヒルマン14 - 1938-1940年
- ヒルマン・ハスキー - 1954-1963年
- ヒルマン・インプ - 1963-1976年
- ヒルマン・ハンター - 1966-1979年
- ヒルマン・アベンジャー - 1970-1981年